# Битка при Бурдигала
Битката при Бурдигала (Burdigala) се провежда през 107 пр.н.е. при Бурдигала (днес Бордо), тя е част от Кимврийската война — военен конфликт между Римската република и племената на кимври и тевтони. Това е битка на племето тигурини (съюзници на кимврите от прехода им през Алпите) предвождани от Дивикон, срещу сили на Римската република предвождани от консула Луций Касий Лонгин и от генерала Гай Попилий Ленат (син на Публий Попилий Ленат). Битката завършва с победа на тигурините, като в нея е убит консула Лонгин.

## Предистория
По неизвестни причини (вероятно заради климатични промени) около 120–115 пр.н.е., кимврите напускат територията която обитават при Балтийско море на полуостров Ютланд и Южна Скандинавия и тръгват на югоизток, като скоро се присъединяват към техните съседи тевтоните. Двете племена заедно побеждават скордиските и боите – много хора от които вероятно се присъединяват към тях след загубите. През 113 пр.н.е. достигат Дунав и Норик територии на съюзническото на Рим племе – тавриски (Taurisci). Тавриските не са в състояние сами да отблъснат тези нови силни нашественици и се обръщат с искане за помощ от Римската република.
На следващата година консула Гней Папирий Карбон повежда легиони към Норик, където взима защитна позиция близо до Аквилея. Карбон настоява кимврите и техните съюзници да напуснат веднага провинцията. Кимврите първоначално са съгласни за мирно разрешаване на спора, но след като разбират за това че Карбон им е устроил засада, разгневени от римското двуличие атакуват. В последвалата битка при Норея римската армия е разгромена, а самия Карбон едва спасява живота си с бягство. През 109 пр.н.е. те нахлуват в провинцията Нарбонска Галия и побеждават римска армия командвана от Марк Юний Силан.

## Последици
Победата на племената при Норея и Бурдигала и промяната в баланса на силите, провокира и други племена да въстанат срещу Рим, като хелветите, които са във война с републиката. Няколко града се вдигат на бунт, включително Тулуза.
През следващата година проконсулът Квинт Сервилий Цепион успява да върне контрола над Тулуза и взима голяма плячка, включително и „златото на Тулуза“. Голяма част от тези богатства „изчезват мистериозно“ докато ги преместват към Марсилия. Късметът на Цепион го напуска през 105 пр.н.е., когато комбинирана армия от неговите сили и силите на Гней Малий Максим е разгромена от кимврите и тевтоните в следващата битка от тази война.